# بخش مرکزی شهرستان اقلید
بخش مرکزی شهرستان اقلید یکی از بخش‌های شهرستان اقلید در استان فارس ایران است.

## تقسیمات کشوری
- - دهستان خنجشت
  - دهستان شهرمیان

شهر اقلید

## جمعیت
بنابر سرشماری مرکز آمار ایران، جمعیت بخش مرکزی شهرستان اقلید در سال ۱۳۹۵ برابر با ۵۴۹۸۱ نفر بوده است.